# Clematis corniculata
Clematis corniculata är en ranunkelväxtart som beskrevs av Wen Tsai Wang. Clematis corniculata ingår i släktet klematisar, och familjen ranunkelväxter. Inga underarter finns listade i Catalogue of Life.